# Ovide Decroly
Ovide Decroly (23 de julio de 1871, Renaix (Ronse), Bélgica - 1932, (Uccle) fue un pedagogo, psicólogo, neurólogo, filósofo, psiquiatra, médico y docente belga.
Se educó en un medio abierto y con la influencia de una sensibilidad por la búsqueda científica, gracias a su padre.
Se diplomó en Medicina en la Facultad de Medicina de Bruselas en el año 1897 y viajó a Berlín y París, donde continuó estudios de neurología y de psiquiatría.
Los amargos recuerdos de su paso por la escuela primaria, dejaron una profunda huella en el ánimo de Decroly, lo que dio origen a que se interesara profundamente por la educación de la infancia de manera integral.
Cuando volvió a Bélgica se dedicó a la reeducación de niños con retraso mental. En el año 1901 fundó en su propia casa en Bruselas el centro educativo École d'Enseignement Spécial pour Enfants Irreguliers.
Ovide Decroly estudió las corrientes de la psicología contemporánea y siguió las directivas de Jean Piaget y la Escuela de Ginebra. Es importante destacar la estrecha relación que estableció entre globalización e interés al analizar las formas de la percepción infantil. El interés de los niños lo liga a las necesidades básicas, y a éstas las dividió en cuatro especies: 1) necesidad de nutrirse, 2) necesidad de refugio, 3) necesidad de defenderse y protegerse, 4) necesidad de actuar, de trabajar solo o en grupo, de recrearse y mejorar.
En 1907, creó en Ixelles la institución École de l’Ermitage, la famosa «École pour la vie par la vie» (Escuela para la vida mediante la vida), donde aplicó los métodos y materiales anteriormente experimentados con niños que él llamaba "irregulares" esta vez con niños de "inteligencia normal". La escuela de Decroly, como se le conoce corrientemente , desde su fundación tuvo un gran prestigio , siendo una de las escuelas en Europa con mayor renombre. Esta escuela estuvo dedicada en un principio sólo al ciclo elemental, pero después se fue ampliando para constituirse también como escuela maternal, secundaria elemental y superior. Durante este periodo puso a punto sus teorías sobre la "globalización" y sobre los centros de interés.
En el año 1920 fue nombrado profesor de psicología y de higiene educativa de la Universidad de Bruselas.
En el año 1930 enfermó gravemente y dos años más tarde, el 12 de septiembre de 1932 falleció en la localidad de Brabant, Bruselas.
Ovide Decroly es el padre de la Globalización. Considera que lo más

## Propuesta de Escuela Nueva
A finales del siglo XIX y principios del siglo XX el movimiento Escuela Nueva toma mayor impulso, en donde Decroly, al igual que María Montessori, comenzó interesándose por los problemas de aquellos a los que denominaba "débiles mentales". Aplicó el método científico a la investigación de los factores que puedan modificar de forma favorable, la evolución intelectual, afectiva y motriz de los niños que sometía a su observación. Su propuesta pedagógica se basaba en el respeto por el niño y su personalidad, con el objetivo de preparar a los niños para vivir en libertad, se opuso a la disciplina rígida, apostando por crear un ambiente motivador con grupos heterogéneos basados en la globalización, la observación de la naturaleza y la escuela activa.

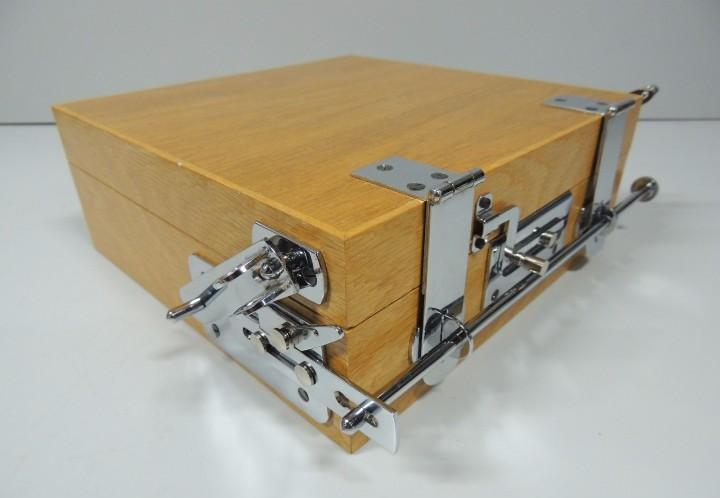
Caja de Decroly

Uno de los principios pedagógicos más importantes y significativos para Decroly, es el principio de globalización, que defiende que el aprendizaje del niño o la niña radica en sus intereses, para ello, es primordial conocer al sujeto y adecuar sus aprendizajes a sus gustos, aficiones y necesidades. El principio de globalización es aplicado a nivel didáctico por Decroly en el método centros de interés, que defiende que el alumno o alumna aprenda aquello que le llama la atención y el método ideo-visual para la escritura y lectura el cual trabaja con ideas y visualización de palabras.

### Método Ideo visual
Busca desarrollar la lectura y la escritura por medio de la integración de procesos de análisis y síntesis. Dentro del método ocurre la observación de los fenómenos haciendo uso de los sentidos, la asociación de palabras o ideas que generar construcciones más complejas, la expresión de las construcciones propias del niño y la expresión abstracta para comunicar de forma escrita. 

### Método Centros de interés
Busca proporcionar distintos ambientes y materiales que permitan el desarrollo habilidades motrices, lingüísticas, cognitivas, entre otras. El método tiene el propósito de que el niño pueda aprender jugando, ya que Decroly comprendía que el juego en la infancia temprana es una actividad que tiene como características la libertad de elección y el placer, además de ser una forma de que éste pueda pasar de ejercicios sensoriales a operaciones intelectuales por medio de las manipulaciones del material educativo.

## La expresión
Con base en sus investigaciones y postura, Decroly reemplazó el término de lenguaje por el de expresión, que comprende la formulación interior mediante la cual uno se apropia la aportación externa.
"La expresión moviliza el cuerpo (gesto, movimiento, mímica, danza); la mano (experimentación, diseño, construcción); la palabra (llamamiento, canto, discurso): la escritura (lectura, escritura, código); el arte (pintura, música, poesía, teatro). La distribución de estos distintos modos de expresión en la vida cotidiana muestra la importancia y el valor de las manifestaciones no verbales [...]".

## El Juego Educativo: iniciación a la actividad intelectual y motriz
Es una de las obras de Decroly; se divide en cinco partes, cada una con sus correspondientes capítulos.
La primera parte corresponde a Algunas nociones generales sobre juego esta solo se divide en un capítulo denominado: El juego y el trabajo. En esta primera parte habla acerca de que <<el juego no implica un fin consciente o, en todo caso, no se practica por este fin exclusivamente, el trabajo implica un fin consciente y se efectúan para alcanzar este fin, la actividad en sí no es una fuente de alegría, a menudo es mas bien penosa y exige un esfuerzo>> (Decroly & Monchamp, 1978). Hace mención a los juguetes, las ocupaciones recreativas y los juegos educativos.
La segunda parte concierne a Juegos relacionados con el desarrollo de las percepciones sensoriales y de la aptitud motriz, aquí se divide en cuatro capítulos relacionados con los juegos visuales motores, juegos motores y aditivo-motores, juegos visuales (de colores, formas y colores, formas y tamaños) y juegos de relaciones espaciales. Debido a que <<Ocupan al sujeto de un modo activo, fijan la atención y la mantienen mediante la serie de las excitaciones sensoriales>> (Decroly & Monchamp,1978).
La tercera parte alude a Juegos de ideas generales o de asociaciones inductivas y deductivas, en esta parte corresponden solo dos capítulos respecto a los juegos de asociaciones de ideas y juegos de deducción. Dentro de este grupo de juegos <<Se intenta crear en el niño, o recordarle, relaciones que no son solamente espaciales o sensoriales, sino que tienen un valor mental más elevado y hacen intervenir otros factores tales como el tiempo, el fin, el medio, la causa, el instrumento, el origen>> (Decroly & Monchamp, 1978).
La cuarta parte habla sobre Los juegos didácticos y responden cuatro capítulos para su explicación, tratando los temas de juegos de iniciación aritmética (de reconocimiento de las cantidades, relacionados con las operaciones concretas y de operación aritmética), los juegos relacionados con la noción del tiempo, juegos de iniciación a la lectura y juegos de comprensión del lenguaje y de la gramática. Esto es porque <<Observar es algo más que percibir [...] es establecer un puente entre el mundo y el pensamiento. El cálculo y la medida se refiere, pues, de forma muy natural a la observación [...] Pero no hay que perder de vista que el objetivo no es la adquisición de un procedimiento de operación, sino la de un juicio lógico ayudado por instrumentos de medida que permitan hacer el resultado más exacto>> (Decroly & Monchamp, 1978).
Y por último, la quinta parte abarca La tradición Decrolyana, en la cual competen tres capítulos en donde se habla sobre los juegos de Alice Descoeudres, los juegos colectivos y las ediciones de juegos. 
La Obra de Ovide Decroly, recoge aspectos espontáneos y profundos de la pedagogía: el juego, el recurso directo, al medio ambiente, su análisis mediante un material flexible y adaptable, dando un nuevo impulso a la educación preescolar.

## Obras.
- Las medidas de la inteligencia del niño
- Hechos de psicología individual y la psicología experimental 1908
- El tratamiento y educación de los niños deficientes 1915
- Hacia la escuela renovada, una primera etapa con observaciones aplicables al Perú: clasificación de los escolares, programa de las ideas asociadas, método de los centros de interés. 44 pp. 1921
- Función de globalización 1923
- La liberté et l'éducation, 1925 (‘La libertad de la educación’).
- L'évolution de l'affectivité, 1927 (‘La evolución de la afectividad’)
- La práctica de los test de inteligencia 1928
- Problemas de psicologíae pedagogía. Actualidades pedagógicas. 335 pp. 1929
- La función de la globalización y otros escritos. 216 pp. ISBN 849742607X
- La práctica de los tests mentales: De O. Decroly y R. Buyse. Volumen 7, N.º 1 de Enciclopedia de educación. 366 pp. 1930
- El juego educativo: iniciación a la actividad intelectual y motriz. Colección Psicología. Ed. Morata Series. 184 pp. ISBN 8471122162 en línea
- El Doctor Decroly en Colombia. Ed. Imprenta Nacional, 150 pp. 1932
- La iniciación a la actividad intelectual y motriz por los juegos educativos: contribución a la pedagogía de los niños y de los irregulares. Actualidades pedagógicas. 254 pp. 1930